# Fonts baptismaux d'Agonnay

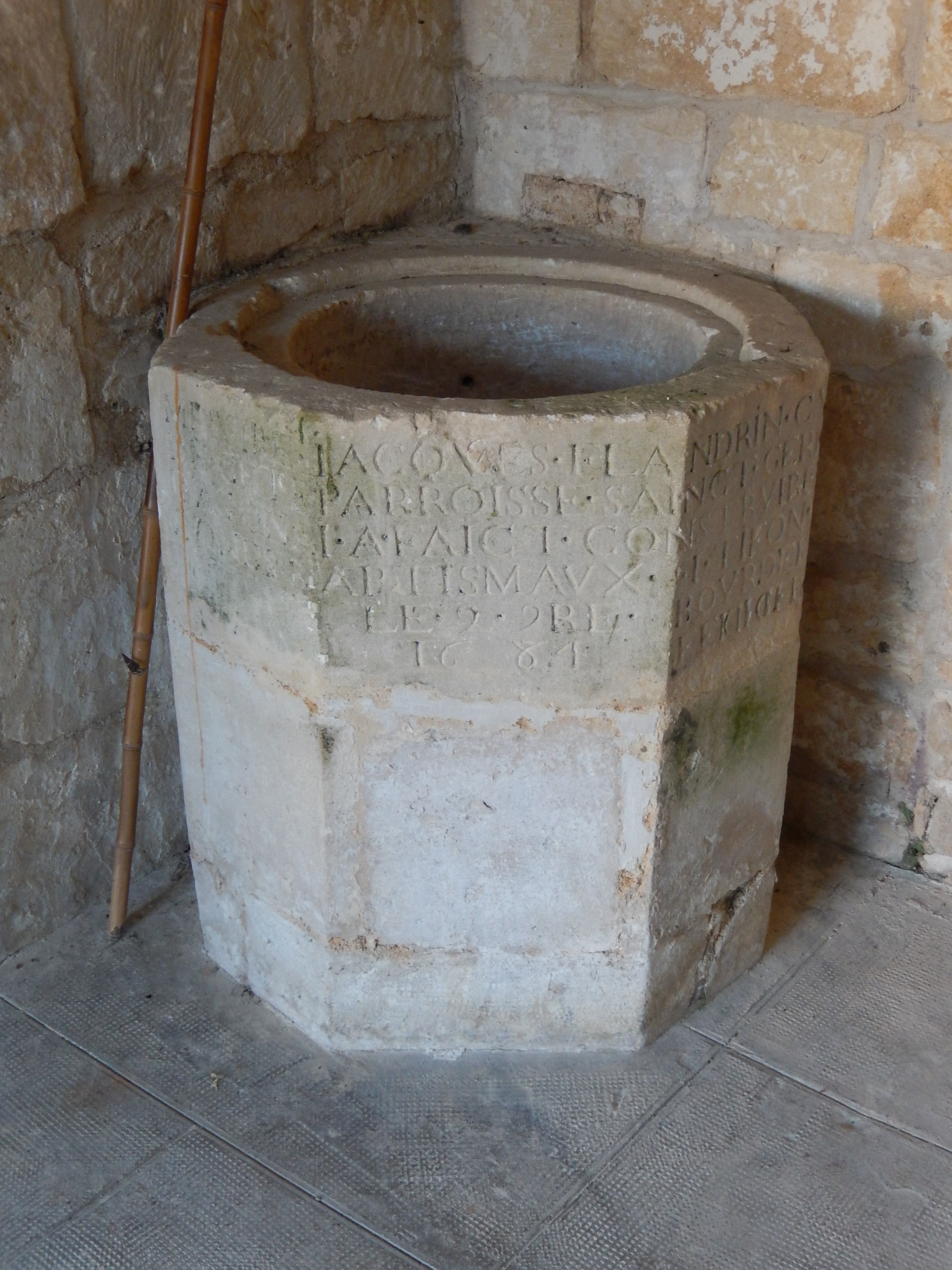
Fonts baptismaux à Agonnay

Les fonts baptismaux de l'église Saint-Germain à Agonnay, un village de la commune Saint-Savinien du département de la Charente-Maritime dans la région Nouvelle-Aquitaine en France, sont créés en 1684. Les fonts baptismaux en pierre sont depuis 1984 classés monuments historiques au titre d'objet.

## Description
La cuve taillée dans un bloc monolithe de forme hexagonale porte gravé dans la pierre le nom de son auteur, le sculpteur bordelais, et la date de sa réalisation : «  JACQUES FLANDRIN CURE DE LA PAROISSE SAINCT GERMAIN IA FAICT CONSTRUIRE CES FONTS BAPTISMAUX LE 9 9BRE 1684 I. TIFON BOURDELOIS FECIT » 